# SENSUOUS
『Sensuous』（センシュアス）は、Cornelius（小山田圭吾）が2006年に発表した5作目のスタジオ・アルバムである。
前作『POINT』から約5年ぶりのスタジオ・アルバムである。世界19ヵ国でリリースされた。
本作で録音手法を16ビットから24ビットに変更し、情報量を増やした結果、音質のクオリティがはるかに上がったと語っている。
1曲目の「Sensuous」の前に7秒程度の先頭ギャップ（プリギャップ）が収録されている（配信版ではカット）。
8曲目の「Omstart」には、キングス・オブ・コンビニエンスの2人が作詞とヴォーカルで参加している。12曲目の「Sleep Warm」はフランク・シナトラのカバー。
『Sensuous』の楽曲で構成されたミュージック・ビデオ集『SENSURROUND』が2008年にリリースされている。『Sensuous』は前作『POINT』と異なり、最初からサラウンドでのミックスを意図して制作されている。
「Fit Song」がシャネル・フランスのCM、「Gum」がボーダフォン（現ソフトバンク）モバイルのCMにそれぞれ使用された。
96kHz/24ビットでレコーディングされた本作はCD発売当時、DVDオーディオやSACDでの発売は叶わなかったが、2014年にそのままの音質でハイレゾ配信されることとなった。

## 収録曲
1. Sensuous　（作曲：小山田圭吾）
2. Fit Song　（作詞・作曲：小山田圭吾）
3. BREEZIN' 　（作詞・作曲：小山田圭吾）
4. Toner　（作曲：小山田圭吾）
5. Wataridori　（作曲：小山田圭吾）
6. Gum　（作詞・作曲：小山田圭吾）
7. Scum　（作曲：林広守/ジョン・スタフォード・スミス/聶耳、編曲：小山田圭吾）
8. Omstart（作詞・小山田圭吾/Eirik Glambek Bøe/Erlend Øye、作曲：小山田圭吾）
9. Beep it　（作詞・作曲：小山田圭吾）
10. Like a Rolling Stone　（作曲：小山田圭吾）
11. MUSIC　（作詞・作曲：小山田圭吾）
12. Sleep Warm　（作詞・作曲：Alan Bergman/Marilyn Bergman/Lewis Lew Spence、編曲：小山田圭吾）

LPはSIDE-A#1～7 SIDE-B#8～12

## 演奏
- あらきゆうこ：Drums (#2)
- Erlend Oye & Erlend Boe：Vocals (#8)